# Liars (album de Liars)
Pour les articles homonymes, voir Liar.

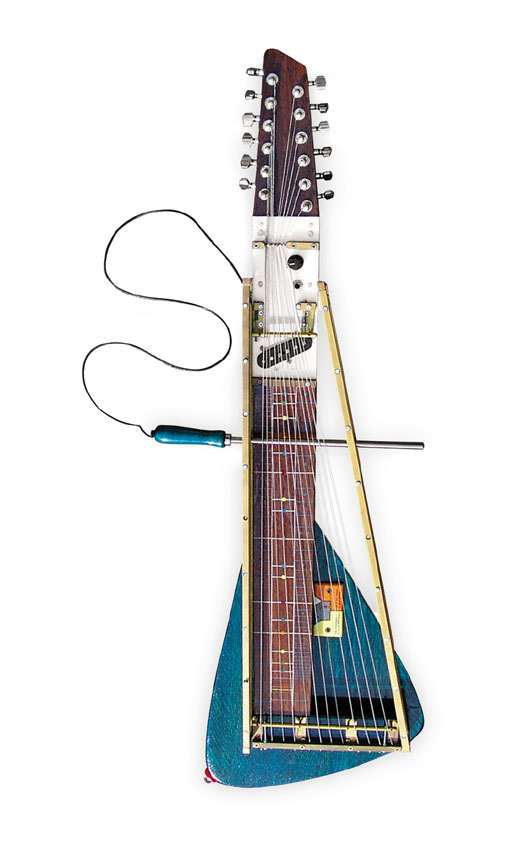
Moodswinger, Leather Prowler

Liars est le quatrième album des Liars, publié en 2007 chez Mute. Le groupe continue avec ce disque à explorer la veine expérimentale entamée par son prédécesseur, Drum's Not Dead. Leather Prowler est composé avec le Moodswinger de Yuri Landman.

## Liste des morceaux
1. Plaster Casts of Everything
2. Houseclouds
3. Leather Prowler
4. Sailing to Byzantium
5. What Would They Know
6. Cycle Time
7. Freak Out
8. Pure Unevil
9. Clear Island
10. The Dumb in the Rain
11. Protection